# エーワン精密
株式会社エーワン精密（エーワンせいみつ）は、東京都府中市に本社を置く工作機械用治工具メーカー。創業から39年間の経常利益率は約40%。

## 特徴
圧倒的な「短納期」。他社が注文から発送まで1週間かかるのに対し、エーワンでは当日受けた仕事の7割はその日のうちに発送する。
創業者:梅原の経営理念は「経営者と社員は“親子”」、「やる気は、安心して働ける環境があって初めて湧き出るもの」。社員は自分の子供同様に一生面倒を見る。だから終身雇用は当たり前。給料は先々の計画が立てやすいように年功序列。

## 主な製品
- コレットチャック・ガイドブッシュ
- 超硬成形工具製作
- 切削工具再研磨
- 自動旋盤用カム

半製品を用意することにより短納期を実現。コレットチャックの日本国内における市場占有率は60%を占める。

## 事業所
- 本社 - 〒183-0033 東京都府中市分梅町2-20-5
- 山梨工場 - 〒407-0046 山梨県韮崎市旭町上條南割3191

## 沿革
- 1965年5月 - 創業（創業者:梅原勝彦）
- 1970年9月 - 有限会社エーワン精密となる[4]
- 1980年2月 - 株式会社に組織変更[4]
- 2003年3月 - ジャスダックに上場

## テレビ番組
- 日経スペシャル カンブリア宮殿 "親方"経営こそ最強！ ～経常利益率40％の町工場～（2010年5月10日、テレビ東京）[2]

## 書籍

### 関連書籍
- 『町工場 強さの理由 経常利益率35%超を37年続ける』（著者:梅原勝彦）（2008年3月20日、日本実業出版社）ISBN 9784534043696
- 『エーワン精密の儲け続けるしくみ 日本でいちばんの町工場』（著者:梅原勝彦）（2011年3月1日、日本実業出版社）ISBN 9784534048035
- 『「速さ」で稼ぐリーダー47のコツ 平均利益率30%の男！』（著者:梅原勝彦、編:日経トップリーダー）（2013年6月21日、日経BP社）ISBN 9784822263812